# Hans Kammerlander
Hans Kammerlander (Bolzano, Tirol del Sur; 6 de diciembre de 1956) es un alpinista italiano. Ha escalado 13 de los 14 ochomiles. En 1984, junto con Reinhold Messner, fue el primer alpinista en atravesar dos ochomiles antes de descender al campo base.

## Biografía
Formó equipo con Messner, el primer hombre en escalar los catorce ochomiles, en las exitosas ascensiones al Cho Oyu, Gasherbrum I y II, Dhaulagiri, Annapurna, Makalu y Lhotse, y es guía de montaña de la UIAGM (Federación Internacional de Asociaciones de Guías de Montaña). Chris Bonington describió la relación de Messner con Kammerlander como la más "amistosa" de las asociaciones de alpinismo de Messner.
Desde 1996, ostenta el récord Guinness de la ascensión más rápida sin oxígeno suplementario al Everest (16 horas y 45 minutos) y de la ascensión más rápida desde el campo base norte del Everest.
En 1990 realizó el primer descenso esquiando del Nanga Parbat. En 1996 fracasó en un intento de ser el primero en descender esquiando el Everest, tras quitarse los esquís y descender desde 300 metros por debajo de la cima, esquiando desde 7 700 metros, aunque estableció un récord de velocidad durante ese intento de 17 horas para ascender desde el campo base hasta la cima del Everest por el collado norte. Kammerlander abandonó un intento de ser el primero en esquiar desde la cima del K2 cuando vio cómo un escalador coreano caía al vacío.
En 2001, Kammerlander anunció que no intentaría escalar el Manaslu, necesario para completar todos los ochomiles, debido a la pérdida de varios amigos cercanos en un intento en la montaña.
En 2012, Kammerlander afirmó ser el primer hombre en haber escalado las Siete Segundas Cumbres, las segundas cumbres más altas de los siete continentes. Sin embargo, se afirma que Kammerlander podría haber escalado únicamente la cumbre inferior oeste del monte Logan. También se afirma que Puncak Trikora, escalado por Kammerlander como parte del desafío, no es la segunda cumbre más alta de Oceanía. En cuyo caso Kammerlander tendría que escalar la cumbre principal del monte Logan, y escalar Puncak Mandala, en Nueva Guinea, para completar las Siete Segundas Cumbres.